# 만인사
만인사(萬人蛇)는 조선시대에 전설로 전해지는 괴물 뱀이다. 이 괴물은 《세종실록》에 전한다. 실록에 따르면, 이 괴물은 함경도 북방 변경에 살면서 사람을 수없이 잡아먹는다고 한다. 만인사가 사람 만 명을 잡아먹으면 몸 속에 사람의 피가 응축되어 작고 검푸른 돌이 생겨나는데 이것을 만인혈석(萬人血石)이라고 한다. 만인혈석은 가루를 내서 마시면 만병통치약으로 듣는다. 그 지역 방언으로는 만인혈석을 모수월하(毛水月下)라고 불렀다. 같은 지역에 사는 거대한 새인 여이조(汝而鳥)가 만인사의 천적이며, 만인혈석은 여이조의 배설물 속에서 종종 발견된다. 만인사 특정한 뱀 한 마리가 아니고, 만인혈석을 만들어내는 괴물 뱀의 종인 것과 같이 전해진다.